# Poolambadi
Poolambadi es una ciudad y nagar Panchayat situada en el distrito de Perambalur en el estado de Tamil Nadu (India). Su población es de 10737 habitantes (2011). Se encuentra a 29 km de Perambalur y a 92 km de Thanjavur.

## Demografía
Según el censo de 2011 la población de Poolambadi era de 10737 habitantes, de los cuales 5268 eran hombres y 5469 eran mujeres. Poolambadi tiene una tasa media de alfabetización del 72,07%, inferior a la media estatal del 80,09%: la alfabetización masculina es del 80,68%, y la alfabetización femenina del 63,86%.